# Сінагога (Санту-Антау)
Клубе Дешпортіву Сінагога або просто Сінагога (порт. Clube Desportivo Sinagoga) — аматорський кабовердійський футбольний клуб з міста Сінагога, на острові Санту-Антау.

## Історія клубу
«Клубе Дешпортіву Сінагога» розташований в селищі Сінагога в північно-східній частині острова Санту-Антау. Клубний стадіон знаходиться відразу за горами у північно-західній частині острова. Разом із Фогетоєш є однією з двох команд, які жодного разу не вигравали національний чемпіонат починаючи з розпаду острівного чемпіонату в 1997 році.

## Логотип
Логотип клубу складається зі щита, по центру якого знаходиться коло. У верхній частині над обідком кола знаходиться повна назва клубу, а в нижній — назва острова, на якому знаходиться клуб. По центру кола знаходиться футбольний м'яч чорно-білого кольору. Над цим м'ячем з двох сторін знаходяться риби червоного кольору.

## Досягнення
- Кубок Рібейра Гранде: 1 перемога

2004/05

## Історія виступів у острівних чемпіонатах та кубках
| Сезон   | Див. | Міс. | Іг. | В | Н | П | ЗМ | ПМ | РМ | О  | Кубок | Суперкубок | Примітки                          |
| ------- | ---- | ---- | --- | - | - | - | -- | -- | -- | -- | ----- | ---------- | --------------------------------- |
| 2005-06 | 2    | 1    | -   | - | - | - | -  | -  | -  | -  |       |            | Вихід до національного Чемпіонату |
| 2013-14 | 2    | 3    | 10  | 3 | 3 | 4 | 14 | 15 | -1 | 12 |       |            |                                   |
| 2014-15 | 2    | 2    | 10  | 5 | 2 | 3 | 15 | 12 | -3 | 17 |       |            |                                   |

## Деякі статистичні дані
- Найкращий рейтинг: 2-ге місце (острівний чемпіонат)